# Ministrowie wydatków publicznych i reform
Minister wydatków publicznych i reform (irlandzki: An tAire Caiteachais Phoiblí agus Athchóirithe) – minister w Ministerstwie Wydatków Publicznych i Reform (An Roinn Caiteachais Phoiblí agus Athchóirithe) w rządzie Irlandii.
Obecnym ministrem ds. wydatków publicznych i reform jest Paschal Donohoe (TD), który pełni również funkcję ministra finansów. Jest wspomagany przez:
Michael W. D’Arcy, TD – Minister Stanu w Ministerstwie Finansów.
Patrick O’Donovan, TD – Minister Stanu ds. Zamówień Publicznych, Otwartego Rządu i Administracji Elektronicznej.
Kevin „Boxer” Moran, TD – Minister Stanu Office of Public Works and Flood Relief.
Ministerstwo te jest odpowiedzialne za wydatki publiczne i reformę. Powstało w marcu 2011 roku, przejmując część funkcji Ministerstwa Finansów.

## Ministrowie ds. wydatków publicznych i reform: od 2011
| No. | Imię i nazwisko | Okres urzędowania | Okres urzędowania | Partia       |
| --- | --------------- | ----------------- | ----------------- | ------------ |
| 1.  | Brendan Howlin  | 9 marca 2011      | 6 maja 2016       | Partia Pracy |
| 2.  | Paschal Donohoe | 6 maja 2016       | -                 | Fine Gael    |